# Tetanorhynchus insignis
Tetanorhynchus insignis är en insektsart som beskrevs av Morgan Hebard 1931. Tetanorhynchus insignis ingår i släktet Tetanorhynchus och familjen Proscopiidae. Inga underarter finns listade i Catalogue of Life.